# Neil Young/Auszeichnungen für Musikverkäufe

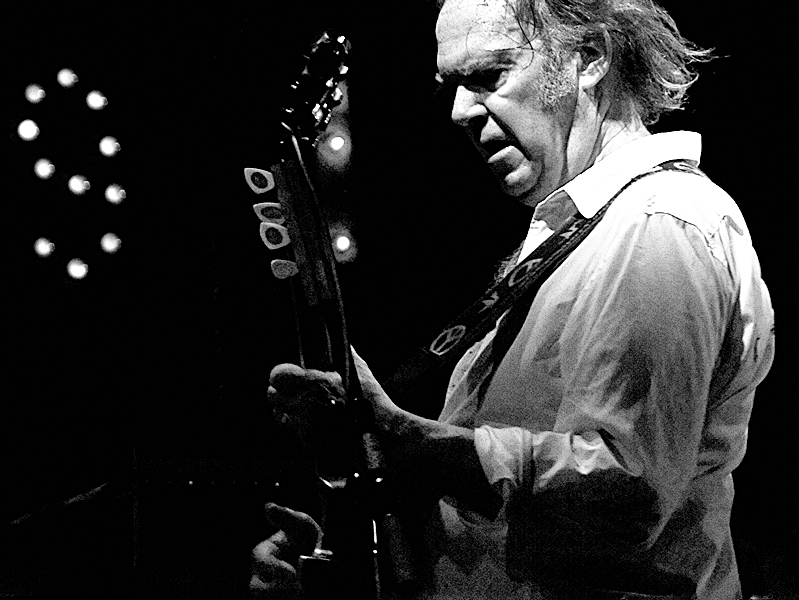
Neil Young (2008)

Dies ist eine Übersicht über die Auszeichnungen für Musikverkäufe des kanadischen Rock-Sängers Neil Young. Die Auszeichnungen finden sich nach ihrer Art (Gold, Platin usw.), nach Staaten getrennt in chronologischer Reihenfolge, geordnet sowie nach den Tonträgern selbst, ebenfalls in chronologischer Reihenfolge, getrennt nach Medium (Alben, Singles usw.), wieder.

## Auszeichnungen
| - Norwegen - 1972: für das Album Harvest - Vereinigtes Königreich - 1976: für das Album American Stars ’N Bars - 1976: für das Album Zuma - 1976: für das Album On the Beach - 1989: für das Album Freedom - 1991: für das Album Ragged Glory - 1995: für das Album Mirror Ball - 2002: für das Album Weld - 2008: für das Album Rust Never Sleeps - 2008: für das Album Prairie Wind - 2013: für das Album Everybody Knows This Is Nowhere - 2014: für das Album Tonight’s the Night - 2025: für die Single Old Man - Australien - 1996: für das Album Unplugged - 2001: für das Album Tonight’s the Night - 2001: für das Album Harvest Moon - 2010: für das Videoalbum Rust Never Sleeps - Belgien - 2005: für das Album Unplugged - 2006: für das Album Greatest Hits (2004) - Dänemark - 2025: für die Single Harvest Moon - 2025: für die Single Heart of Gold - Irland - 2005: für das Album Prairie Wind - Italien - 2015: für das Album Harvest - 2017: für das Album Greatest Hits (2004) - 2023: für die Single Heart of Gold - Kanada - 1990: für das Album Freedom - 1991: für das Album Ragged Glory - 2005: für das Album Greatest Hits (2004) - 2010: für das Album Le Noise - 2011: für das Videoalbum Rock at the Beach - Spanien - 2024: für die Single Heart of Gold - Vereinigte Staaten - 1972: für die Single Heart of Gold - 1973: für das Album Time Fades Away - 1974: für das Album On the Beach - 1977: für das Album American Stars ’N Bars - 1978: für das Album Comes a Time - 1990: für das Album Freedom - 1993: für das Album Unplugged - 1994: für das Album Sleeps with Angels - 1995: für das Album Mirror Ball - 1997: für das Album Zuma - 2006: für das Album Greatest Hits (2004) - 2006: für das Album Prairie Wind - 2008: für das Videoalbum Friends and Relatives: Red Rocks Live - Vereinigtes Königreich - 1993: für das Album Harvest Moon - 1993: für das Album Unplugged - 1995: für das Album Sleeps With Angels - 2001: für das Album Live Rust - 2004: für das Album Comes a Time - 2013: für das Videoalbum Rust Never Sleeps - 2024: für die Single Heart of Gold - 2024: für die Single Harvest Moon | - Frankreich - 2001: für das Album Comes a Time - Australien - 1999: für das Album Decade (1977) - 2005: für das Album Greatest Hits (2004) - Belgien - 2008: für das Album Harvest - Dänemark - 2024: für das Album Greatest Hits (2004) - Deutschland - 2016: für das Album Greatest Hits (2004) - Europa - 2014: für das Album Greatest Hits (2004) - Irland - 2005: für das Album Greatest Hits (2004) - Kanada - 2003: für das Videoalbum Rust Never Sleeps - Neuseeland - 1979: für das Album Comes a Time - 1980: für das Album Rust Never Sleeps - 1985: für das Album Greatest Hits (1985) - 1993: für das Album Harvest Moon - 2020: für die Single Old Man - 2021: für die Single Harvest Moon - Schweiz - 1992: für das Album Harvest - Spanien - 2001: für das Album Harvest - Vereinigte Staaten - 1980: für das Album Rust Never Sleeps - 1986: für das Album Decade (1977) - 1986: für das Album Everybody Knows This Is Nowhere - 1988: für das Album Live Rust - 2006: für das Videoalbum Rust Never Sleeps - Vereinigtes Königreich - 2010: für das Album Decade (2002) - 2013: für das Album Greatest Hits (2004) - 2013: für das Videoalbum Heart Of Gold | - Deutschland - 2007: für das Album Harvest - Australien - 1996: für das Album Comes a Time - Neuseeland - 1978: für das Album Decade (1977) - 1980: für das Album Rust Never Sleeps - Vereinigte Staaten - 1986: für das Album After the Gold Rush - 1997: für das Album Harvest Moon - Vereinigtes Königreich - 2004: für das Album After the Gold Rush - Neuseeland - 1981: für das Album Live Rust - 2024: für die Single Heart of Gold - 2025: für das Album Greatest Hits (2004) - Vereinigtes Königreich - 2008: für das Album Harvest - Neuseeland - 1993: für das Album Harvest - Vereinigte Staaten - 1994: für das Album Harvest - Kanada - 2000: für das Album Harvest Moon - Australien - 2002: für das Album Harvest - Frankreich - 2001: für das Album Harvest |

## Auszeichnungen nach Alben

### Everybody Knows This Is Nowhere
| Land/Region                  | Auszeichnungen für Musikverkäufe (Land/Region, Auszeichnung, Verkäufe) | Verkäufe  |
| ---------------------------- | ---------------------------------------------------------------------- | --------- |
| Vereinigte Staaten (RIAA)    | Platin                                                                 | 1.000.000 |
| Vereinigtes Königreich (BPI) | Silber                                                                 | 60.000    |
| Insgesamt                    | 1× Silber · 1× Platin ·                                                | 1.060.000 |

### After the Gold Rush
| Land/Region                  | Auszeichnungen für Musikverkäufe (Land/Region, Auszeichnung, Verkäufe) | Verkäufe  |
| ---------------------------- | ---------------------------------------------------------------------- | --------- |
| Vereinigte Staaten (RIAA)    | 2× Platin                                                              | 2.000.000 |
| Vereinigtes Königreich (BPI) | 2× Platin                                                              | 600.000   |
| Insgesamt                    | 4× Platin ·                                                            | 2.600.000 |

### Harvest
| Land/Region                  | Auszeichnungen für Musikverkäufe (Land/Region, Auszeichnung, Verkäufe) | Verkäufe  |
| ---------------------------- | ---------------------------------------------------------------------- | --------- |
| Australien (ARIA)            | 7× Platin                                                              | 490.000   |
| Belgien (BRMA)               | Platin                                                                 | 50.000    |
| Deutschland (BVMI)           | 3× Gold                                                                | 750.000   |
| Frankreich (SNEP)            | Diamant                                                                | 1.000.000 |
| Italien (FIMI)               | Gold                                                                   | 25.000    |
| Neuseeland (RMNZ)            | 4× Platin                                                              | 60.000    |
| Norwegen (IFPI)              | Silber                                                                 | 20.000    |
| Schweiz (IFPI)               | Platin                                                                 | 50.000    |
| Spanien (Promusicae)         | Platin                                                                 | 100.000   |
| Vereinigte Staaten (RIAA)    | 4× Platin                                                              | 4.000.000 |
| Vereinigtes Königreich (BPI) | 3× Platin                                                              | 900.000   |
| Insgesamt                    | 1× Silber · 2× Gold · 22× Platin · 1× Diamant ·                        | 7.445.000 |

### Time Fades Away
| Land/Region               | Auszeichnungen für Musikverkäufe (Land/Region, Auszeichnung, Verkäufe) | Verkäufe |
| ------------------------- | ---------------------------------------------------------------------- | -------- |
| Vereinigte Staaten (RIAA) | Gold                                                                   | 500.000  |
| Insgesamt                 | 1× Gold ·                                                              | 500.000  |

### On the Beach
| Land/Region                  | Auszeichnungen für Musikverkäufe (Land/Region, Auszeichnung, Verkäufe) | Verkäufe |
| ---------------------------- | ---------------------------------------------------------------------- | -------- |
| Vereinigte Staaten (RIAA)    | Gold                                                                   | 500.000  |
| Vereinigtes Königreich (BPI) | Silber                                                                 | 60.000   |
| Insgesamt                    | 1× Silber · 1× Gold ·                                                  | 560.000  |

### Tonight’s the Night
| Land/Region                  | Auszeichnungen für Musikverkäufe (Land/Region, Auszeichnung, Verkäufe) | Verkäufe |
| ---------------------------- | ---------------------------------------------------------------------- | -------- |
| Australien (ARIA)            | Gold                                                                   | 35.000   |
| Vereinigtes Königreich (BPI) | Silber                                                                 | 60.000   |
| Insgesamt                    | 1× Silber · 1× Gold ·                                                  | 95.000   |

### Zuma
| Land/Region                  | Auszeichnungen für Musikverkäufe (Land/Region, Auszeichnung, Verkäufe) | Verkäufe |
| ---------------------------- | ---------------------------------------------------------------------- | -------- |
| Vereinigte Staaten (RIAA)    | Gold                                                                   | 500.000  |
| Vereinigtes Königreich (BPI) | Silber                                                                 | 60.000   |
| Insgesamt                    | 1× Silber · 1× Gold ·                                                  | 560.000  |

### American Stars ’n Bars
| Land/Region                  | Auszeichnungen für Musikverkäufe (Land/Region, Auszeichnung, Verkäufe) | Verkäufe |
| ---------------------------- | ---------------------------------------------------------------------- | -------- |
| Vereinigte Staaten (RIAA)    | Gold                                                                   | 500.000  |
| Vereinigtes Königreich (BPI) | Silber                                                                 | 60.000   |
| Insgesamt                    | 1× Silber · 1× Gold ·                                                  | 560.000  |

### Decade
| Land/Region                  | Auszeichnungen für Musikverkäufe (Land/Region, Auszeichnung, Verkäufe) | Verkäufe  |
| ---------------------------- | ---------------------------------------------------------------------- | --------- |
| Australien (ARIA)            | Platin                                                                 | 70.000    |
| Neuseeland (RMNZ)            | 2× Platin                                                              | 40.000    |
| Vereinigte Staaten (RIAA)    | Platin                                                                 | 1.000.000 |
| Vereinigtes Königreich (BPI) | Platin                                                                 | 300.000   |
| Insgesamt                    | 5× Platin ·                                                            | 1.410.000 |

### Comes a Time
| Land/Region                  | Auszeichnungen für Musikverkäufe (Land/Region, Auszeichnung, Verkäufe) | Verkäufe |
| ---------------------------- | ---------------------------------------------------------------------- | -------- |
| Australien (ARIA)            | 2× Platin                                                              | 140.000  |
| Frankreich (SNEP)            | 2× Gold                                                                | 200.000  |
| Neuseeland (RMNZ)            | Platin                                                                 | 20.000   |
| Vereinigte Staaten (RIAA)    | Gold                                                                   | 500.000  |
| Vereinigtes Königreich (BPI) | Gold                                                                   | 100.000  |
| Insgesamt                    | 3× Gold · 3× Platin ·                                                  | 960.000  |

### Rust Never Sleeps
| Land/Region                  | Auszeichnungen für Musikverkäufe (Land/Region, Auszeichnung, Verkäufe) | Verkäufe  |
| ---------------------------- | ---------------------------------------------------------------------- | --------- |
| Neuseeland (RMNZ)            | 2× Platin                                                              | 40.000    |
| Vereinigte Staaten (RIAA)    | Platin                                                                 | 1.000.000 |
| Vereinigtes Königreich (BPI) | Silber                                                                 | 60.000    |
| Insgesamt                    | 1× Silber · 3× Platin ·                                                | 1.100.000 |

### Live Rust
| Land/Region                  | Auszeichnungen für Musikverkäufe (Land/Region, Auszeichnung, Verkäufe) | Verkäufe  |
| ---------------------------- | ---------------------------------------------------------------------- | --------- |
| Neuseeland (RMNZ)            | 3× Platin                                                              | 60.000    |
| Vereinigte Staaten (RIAA)    | Platin                                                                 | 1.000.000 |
| Vereinigtes Königreich (BPI) | Gold                                                                   | 100.000   |
| Insgesamt                    | 1× Gold · 4× Platin ·                                                  | 1.160.000 |

### Greatest Hits (1985)
| Land/Region       | Auszeichnungen für Musikverkäufe (Land/Region, Auszeichnung, Verkäufe) | Verkäufe |
| ----------------- | ---------------------------------------------------------------------- | -------- |
| Neuseeland (RMNZ) | Platin                                                                 | 20.000   |
| Insgesamt         | 1× Platin ·                                                            | 20.000   |

### Freedom
| Land/Region                  | Auszeichnungen für Musikverkäufe (Land/Region, Auszeichnung, Verkäufe) | Verkäufe |
| ---------------------------- | ---------------------------------------------------------------------- | -------- |
| Kanada (MC)                  | Gold                                                                   | 50.000   |
| Vereinigte Staaten (RIAA)    | Gold                                                                   | 500.000  |
| Vereinigtes Königreich (BPI) | Silber                                                                 | 60.000   |
| Insgesamt                    | 1× Silber · 2× Gold ·                                                  | 610.000  |

### Ragged Glory
| Land/Region                  | Auszeichnungen für Musikverkäufe (Land/Region, Auszeichnung, Verkäufe) | Verkäufe |
| ---------------------------- | ---------------------------------------------------------------------- | -------- |
| Kanada (MC)                  | Gold                                                                   | 50.000   |
| Vereinigtes Königreich (BPI) | Silber                                                                 | 60.000   |
| Insgesamt                    | 1× Silber · 1× Gold ·                                                  | 110.000  |

### Weld
| Land/Region                  | Auszeichnungen für Musikverkäufe (Land/Region, Auszeichnung, Verkäufe) | Verkäufe |
| ---------------------------- | ---------------------------------------------------------------------- | -------- |
| Vereinigtes Königreich (BPI) | Silber                                                                 | 60.000   |
| Insgesamt                    | 1× Silber ·                                                            | 60.000   |

### Harvest Moon
| Land/Region                  | Auszeichnungen für Musikverkäufe (Land/Region, Auszeichnung, Verkäufe) | Verkäufe  |
| ---------------------------- | ---------------------------------------------------------------------- | --------- |
| Australien (ARIA)            | Gold                                                                   | 35.000    |
| Kanada (MC)                  | 5× Platin                                                              | 500.000   |
| Neuseeland (RMNZ)            | Platin                                                                 | 15.000    |
| Vereinigte Staaten (RIAA)    | 2× Platin                                                              | 2.000.000 |
| Vereinigtes Königreich (BPI) | Gold                                                                   | 100.000   |
| Insgesamt                    | 2× Gold · 8× Platin ·                                                  | 2.650.000 |

### Unplugged
| Land/Region                  | Auszeichnungen für Musikverkäufe (Land/Region, Auszeichnung, Verkäufe) | Verkäufe |
| ---------------------------- | ---------------------------------------------------------------------- | -------- |
| Australien (ARIA)            | Gold                                                                   | 35.000   |
| Belgien (BRMA)               | Gold                                                                   | 25.000   |
| Vereinigte Staaten (RIAA)    | Gold                                                                   | 500.000  |
| Vereinigtes Königreich (BPI) | Gold                                                                   | 100.000  |
| Insgesamt                    | 4× Gold ·                                                              | 670.000  |

### Sleeps with Angels
| Land/Region                  | Auszeichnungen für Musikverkäufe (Land/Region, Auszeichnung, Verkäufe) | Verkäufe |
| ---------------------------- | ---------------------------------------------------------------------- | -------- |
| Vereinigte Staaten (RIAA)    | Gold                                                                   | 500.000  |
| Vereinigtes Königreich (BPI) | Gold                                                                   | 100.000  |
| Insgesamt                    | 2× Gold ·                                                              | 600.000  |

### Mirror Ball
| Land/Region                  | Auszeichnungen für Musikverkäufe (Land/Region, Auszeichnung, Verkäufe) | Verkäufe |
| ---------------------------- | ---------------------------------------------------------------------- | -------- |
| Vereinigte Staaten (RIAA)    | Gold                                                                   | 500.000  |
| Vereinigtes Königreich (BPI) | Silber                                                                 | 60.000   |
| Insgesamt                    | 1× Silber · 1× Gold ·                                                  | 560.000  |

### Greatest Hits (2004)
| Land/Region                  | Auszeichnungen für Musikverkäufe (Land/Region, Auszeichnung, Verkäufe) | Verkäufe  |
| ---------------------------- | ---------------------------------------------------------------------- | --------- |
| Australien (ARIA)            | Platin                                                                 | 70.000    |
| Belgien (BRMA)               | Gold                                                                   | (25.000)  |
| Dänemark (IFPI)              | Platin                                                                 | (20.000)  |
| Deutschland (BVMI)           | Platin                                                                 | (300.000) |
| Europa (IFPI)                | Platin                                                                 | 1.000.000 |
| Irland (IRMA)                | Platin                                                                 | (15.000)  |
| Italien (FIMI)               | Gold                                                                   | (25.000)  |
| Kanada (MC)                  | Gold                                                                   | 50.000    |
| Neuseeland (RMNZ)            | 3× Platin                                                              | 45.000    |
| Vereinigte Staaten (RIAA)    | Gold                                                                   | 500.000   |
| Vereinigtes Königreich (BPI) | Platin                                                                 | (300.000) |
| Insgesamt                    | 4× Gold · 9× Platin ·                                                  | 1.705.000 |

### Prairie Wind
| Land/Region                  | Auszeichnungen für Musikverkäufe (Land/Region, Auszeichnung, Verkäufe) | Verkäufe |
| ---------------------------- | ---------------------------------------------------------------------- | -------- |
| Irland (IRMA)                | Gold                                                                   | 7.500    |
| Vereinigte Staaten (RIAA)    | Gold                                                                   | 500.000  |
| Vereinigtes Königreich (BPI) | Silber                                                                 | 60.000   |
| Insgesamt                    | 1× Silber · 2× Gold ·                                                  | 567.500  |

### Le Noise
| Land/Region | Auszeichnungen für Musikverkäufe (Land/Region, Auszeichnung, Verkäufe) | Verkäufe |
| ----------- | ---------------------------------------------------------------------- | -------- |
| Kanada (MC) | Gold                                                                   | 40.000   |
| Insgesamt   | 1× Gold ·                                                              | 40.000   |

## Auszeichnungen nach Singles

### Heart of Gold
| Land/Region                  | Auszeichnungen für Musikverkäufe (Land/Region, Auszeichnung, Verkäufe) | Verkäufe  |
| ---------------------------- | ---------------------------------------------------------------------- | --------- |
| Dänemark (IFPI)              | Gold                                                                   | 45.000    |
| Italien (FIMI)               | Gold                                                                   | 50.000    |
| Neuseeland (RMNZ)            | 3× Platin                                                              | 90.000    |
| Spanien (Promusicae)         | Gold                                                                   | 30.000    |
| Vereinigte Staaten (RIAA)    | Gold                                                                   | 1.000.000 |
| Vereinigtes Königreich (BPI) | Gold                                                                   | 400.000   |
| Insgesamt                    | 5× Gold · 3× Platin ·                                                  | 1.615.000 |

### Old Man
| Land/Region                  | Auszeichnungen für Musikverkäufe (Land/Region, Auszeichnung, Verkäufe) | Verkäufe |
| ---------------------------- | ---------------------------------------------------------------------- | -------- |
| Neuseeland (RMNZ)            | Platin                                                                 | 30.000   |
| Vereinigtes Königreich (BPI) | Silber                                                                 | 200.000  |
| Insgesamt                    | 1× Silber · 1× Platin ·                                                | 230.000  |

### Harvest Moon
| Land/Region                  | Auszeichnungen für Musikverkäufe (Land/Region, Auszeichnung, Verkäufe) | Verkäufe |
| ---------------------------- | ---------------------------------------------------------------------- | -------- |
| Dänemark (IFPI)              | Gold                                                                   | 45.000   |
| Neuseeland (RMNZ)            | Platin                                                                 | 30.000   |
| Vereinigtes Königreich (BPI) | Gold                                                                   | 400.000  |
| Insgesamt                    | 2× Gold · 1× Platin ·                                                  | 475.000  |

## Auszeichnungen nach Videoalben

### Rust Never Sleeps
| Land/Region                  | Auszeichnungen für Musikverkäufe (Land/Region, Auszeichnung, Verkäufe) | Verkäufe |
| ---------------------------- | ---------------------------------------------------------------------- | -------- |
| Australien (ARIA)            | Gold                                                                   | 7.500    |
| Kanada (MC)                  | Platin                                                                 | 10.000   |
| Vereinigte Staaten (RIAA)    | Platin                                                                 | 100.000  |
| Vereinigtes Königreich (BPI) | Gold                                                                   | 25.000   |
| Insgesamt                    | 2× Gold · 2× Platin ·                                                  | 142.500  |

### Friends and Relatives: Red Rocks Live
| Land/Region               | Auszeichnungen für Musikverkäufe (Land/Region, Auszeichnung, Verkäufe) | Verkäufe |
| ------------------------- | ---------------------------------------------------------------------- | -------- |
| Vereinigte Staaten (RIAA) | Gold                                                                   | 50.000   |
| Insgesamt                 | 1× Gold ·                                                              | 50.000   |

### Heart of Gold
| Land/Region                  | Auszeichnungen für Musikverkäufe (Land/Region, Auszeichnung, Verkäufe) | Verkäufe |
| ---------------------------- | ---------------------------------------------------------------------- | -------- |
| Vereinigtes Königreich (BPI) | Platin                                                                 | 50.000   |
| Insgesamt                    | 1× Platin ·                                                            | 50.000   |

### Rock at the Beach
| Land/Region | Auszeichnungen für Musikverkäufe (Land/Region, Auszeichnung, Verkäufe) | Verkäufe |
| ----------- | ---------------------------------------------------------------------- | -------- |
| Kanada (MC) | Gold                                                                   | 5.000    |
| Insgesamt   | 1× Gold ·                                                              | 5.000    |

## Statistik und Quellen
| Land/RegionAuszeichnungen für Musikverkäufe (Land/Region, Auszeichnungen, Verkäufe, Quellen) | Silber       | Gold       | Platin       | Diamant  | Verkäufe    | Quellen                       |
| -------------------------------------------------------------------------------------------- | ------------ | ---------- | ------------ | -------- | ----------- | ----------------------------- |
| Australien (ARIA)                                                                            | —            | 4× Gold4   | 11× Platin11 | —        | 882.500     | aria.com.au                   |
| Belgien (BRMA)                                                                               | —            | 2× Gold2   | Platin1      | —        | 100.000     | ultratop.be                   |
| Dänemark (IFPI)                                                                              | —            | 2× Gold2   | Platin1      | —        | 110.000     | ifpi.dk                       |
| Deutschland (BVMI)                                                                           | —            | Gold1      | 2× Platin2   | —        | 1.050.000   | musikindustrie.de             |
| Europa (IFPI)                                                                                | —            | —          | Platin1      | —        | (1.000.000) | ifpi.org                      |
| Frankreich (SNEP)                                                                            | —            | 2× Gold2   | —            | Diamant1 | 1.200.000   | snepmusique.com               |
| Irland (IRMA)                                                                                | —            | Gold1      | Platin1      | —        | 22.500      | irishcharts.ie                |
| Italien (FIMI)                                                                               | —            | 3× Gold3   | —            | —        | 100.000     | fimi.it                       |
| Kanada (MC)                                                                                  | —            | 5× Gold5   | 6× Platin6   | —        | 705.000     | musiccanada.com               |
| Neuseeland (RMNZ)                                                                            | —            | —          | 23× Platin23 | —        | 450.000     | aotearoamusiccharts.co.nz NZ2 |
| Norwegen (IFPI)                                                                              | Silber1      | —          | —            | —        | 20.000      | Einzelnachweise               |
| Schweiz (IFPI)                                                                               | —            | —          | Platin1      | —        | 50.000      | hitparade.ch                  |
| Spanien (Promusicae)                                                                         | —            | Gold1      | Platin1      | —        | 130.000     | elportaldemusica.es ES2       |
| Vereinigte Staaten (RIAA)                                                                    | —            | 13× Gold13 | 13× Platin13 | —        | 18.650.000  | riaa.com                      |
| Vereinigtes Königreich (BPI)                                                                 | 12× Silber12 | 8× Gold8   | 8× Platin8   | —        | 4.155.000   | bpi.co.uk                     |
| Insgesamt                                                                                    | 13× Silber13 | 42× Gold42 | 69× Platin69 | Diamant1 |             |                               |